# Elecciones presidenciales de Turkmenistán de 2007
Las elecciones presidenciales de Turkmenistán de 2007 tuvieron lugar el 11 de febrero de ese año, tras la muerte del proclamado presidente vitalicio Saparmurat Niyazov, ocurrida el 21 de diciembre de 2006.

## Fecha electoral
Tras la muerte de Niyazov, el primer ministro Gurbangulí Berdimujamédov fue nombrado presidente interino y convocó a elecciones el 26 de diciembre de 2006; declarando que estas elecciones deberían sentar "las bases democráticas que permitan elegir a un gran líder". Sin embargo, su ascenso al puesto de presidente fue considerado irregular, pues según la constitución del país el cargo debía haber asumido por el presidente del Parlamento, Ovezgeldy Atáyev. El Consejo del Pueblo ratificó la convocatoria de Berdimuhammedow, fijando la contienda para el 11 de febrero.

## Candidatos
Todos los postulantes debían ser aprobados por el Consejo del Pueblo. Hubo seis candidatos, todos de ellos del oficialista y único Partido Democrático de Turkmenistán. Entre los postulantes se encontraba el presidente interino Berdimuhammedow, los alcaldes Orazmyrat Garajaýew y Aşyrnyýaz Pomanow, el ministro Işanguly Nuryýew, el diputado Amanýaz Atajykow y Muhammetnazar Gurbanow.

## Campaña electoral y resultados
Aunque todos los candidatos se presentaban como continuadores de las políticas del presidente fallecido, también propusieron ciertas reformas, como mejoras del sistema de enseñanza o de sanidad; incluso Gurbangulí Berdimujamédov prometió la instauración del pluralismo político.
Según fuentes oficiales, la participación se situó en el 98,65% del censo electoral. Los resultado otorgaron una abrumadora victoria a Berdimuhammedow con más del 89% de los sufragios. 
Sin embargo, la contienda fue muy discutida por los medios internacionales, como Radio Free Europe que declaró que las elecciones no habían sido ni limpias ni libres. El nuevo presidente tomó posesión oficialmente en medio de denuncias de grupos de derechos humanos y opositores, al no haberse permitido ninguna candidatura de los grupos antigubernamentales.

### Tabla de resultados
| Candidato                 | Votos     | Porcentaje |
| ------------------------- | --------- | ---------- |
| Gurbangulí Berdimujamédov | 2.357.120 | 89,23      |
| Amanýaz Atajykow          | 85.016    | 3,23       |
| Işanguly Nuryýew          | 62.830    | 2,38       |
| Muhammetnazar Gurbanow    | 62.672    | 2,37       |
| Orazmyrat Garajaýew       | 40.821    | 1,55       |
| Aşyrnyýaz Pomanow         | 34.733    | 1,31       |
| Total                     | 2.643.192 | 100,0      |